# Sophronica kivuensis
Sophronica kivuensis là một loài bọ cánh cứng trong họ Cerambycidae.